# Divergenz (Optik)
Der Begriff der Divergenz wird in der  geometrischen Optik in zwei unterschiedlichen Bedeutungen verwendet:

## Divergenz eines Strahlenganges
Bei der Konzeption eines optischen Abbildungssystems unterscheidet man Bereiche, in denen das Licht (genauer das Strahlenbündel) parallel, konvergent (auf ein Zentrum zu) oder divergent (von einem Zentrum weg) verläuft.
Das einfachste Beispiel eines solchen Strahlenganges ist eine Sammellinse (Kollimator), die Sonnenlicht in ihrem Brennpunkt sammelt: die Sonnenstrahlen verlaufen vor der Linse parallel, nach der Linse konvergent auf den Brennpunkt zu und nach dem Brennpunkt divergent auseinander.

## Divergenz einer Strahlungsquelle
Zur Charakterisierung der Abstrahlungscharakteristik ist die Divergenz eine Maßzahl für denjenigen Öffnungswinkel des Strahlengangs, der auch im parallelen Bündel unvermeidlich ist, weil jede reale Lichtquelle ein Flächenstrahler ist. Eine ideale Punktlichtquelle im Fokus einer Sammellinse (oder in unendlicher Entfernung) würde im Gültigkeitsbereich der geometrischen Optik (das heißt bei Vernachlässigung der Lichtbeugung) tatsächlich  ein paralleles Strahlenbündel liefern – bei einer realen Strahlungsquelle ist dies nicht zu erreichen.
Dies hat zur Folge, dass beispielsweise der oben erwähnte Brennfleck, den eine Sammellinse mit Sonnenlicht erzeugt, schon ohne den Effekt der Lichtbeugung eine endliche Ausdehnung besitzt, also kein idealer Punkt ist.